# Peralta de Calasanz
Peralta de Calasanz (Peralta i Calassanç en catalán ribagorzano), es un municipio de España, constituido en 1970, perteneciente a la Comarca de la Litera, al este de la provincia de Huesca (Aragón), a 90 km de Huesca. Tiene un área de 114,9 km² con una población de 228 habitantes (INE 2016) y una densidad de 1,98 hab/km². El código postal es 22513.

## Núcleos del municipio
Actualmente, lo que se conoce como municipio de Peralta de Calasanz comprende los siguientes núcleos:
- Peralta de la Sal.
- Calasanz.
- Gabasa.
- Cuatrocorz.

## Geografía
Situado al este del Somontano oscense, junto al río Sosa, afluente del Cinca.

### Localidades limítrofes
Al norte Graus; al norte y al este Benabarre; al este Baells; al sur Alcampell; al oeste San Esteban de Litera, Azanuy-Alins y Estadilla.

## Lengua
Al igual que muchos de los pueblos de la zona, al ser frontera lingüística con el catalán, el habla existente resulta una mezcla o transición entre catalán ribagorzano y aragonés ribagorzano, englobados en el dialecto ribagorzano. Cada pueblo mantiene aspectos o palabras similares pero también palabras diferenciales entre unos y otros.

## Historia
En el año 1970 se funden, formando mancomunidad, los municipios de Peralta de la Sal, Calasanz, Gabasa y Cuatrocorz, con la nueva denominación de Peralta de Calasanz, estando la sede municipal en Peralta de la Sal.

## Administración y política
| Período   | Alcalde                      | Partido |  |
| --------- | ---------------------------- | ------- |  |
| 1979-1983 | José Solano Mur              | PSOE    |  |
| 1983-1987 |                              |         |  |
| 1987-1991 |                              |         |  |
| 1991-1995 | Antonio Esteve               | PSOE    |  |
| 1995-1999 | Antonio Esteve               | PSOE    |  |
| 1999-2003 | María Pilar Meler Sanvicente | PAR     |  |
| 2003-2007 | María Pilar Meler Sanvicente | PAR     |  |
| 2007-2011 | María Pilar Meler Sanvicente | PAR     |  |
| 2011-2015 | María Pilar Meler Sanvicente | PAR     |  |
| 2015-2019 | Luis Pedro Boteller Enjuanes | PSOE    |  |

| Partido político    | Partido político                                   | 2003   | 2007   | 2011   | 2015   |
| Partido político    | Partido político                                   | Ediles | Ediles | Ediles | Ediles |
|                     | Partido de los Socialistas de Aragón (PSOE-Aragón) | 2      | 2      | 1      | 3      |
|                     | Partido Aragonés (PAR)                             | 4      | 4      | 4      | 2      |
|                     | Partido Popular de Aragón (PP)                     | 0      | —      | 0      | 0      |
| Total de concejales | Total de concejales                                | 7      | 7      | 5      | 5      |

## Demografía
Peralta de Calasanz cuenta con una población de 215 habitantes (INE 2024).
| Gráfica de evolución demográfica de Peralta de Calasanz entre 1970 y 2021 |
| |
| Población de derecho según los censos de población del INE Población de hecho según los censos de población del INEEntre el censo de 1970 y el anterior, crece el término del municipio porque incorpora a 22571 (Gabasa) Entre el censo de 1970 y el anterior, aparece este municipio porque se fusionan los municipios 22549 (Calasanz) y 22608 (Peralta de la Sal) |

| 1900 | 1920 | 1940 | 1950 | 1960 | 1970 | 1978 | 1981 | 1991 | 1998 | 2001 | 2011 | 2021 |
| ---- | ---- | ---- | ---- | ---- | ---- | ---- | ---- | ---- | ---- | ---- | ---- | ---- |
| 2404 | 2361 | 1880 | 1297 | 1090 | 989  | 774  | 592  | 349  | 292  | 270  | 243  | 226  |

## Monumentos

### Monumentos religiosos
Peralta de la Sal
- Templo parroquial dedicado a Nuestra Señora de la Asunción, en el mismo se conserva la pila bautismal de San José de Calasanz (1557-1648), fundador de las Escuelas Pías.
- Casa cuna de San José de Calasanz en la que se puede visitar el Santuario y la capilla dedicada al Santo recientemente restaurada. En dicho lugar se puede ver una reproducción del cuadro "La última comunión de San José de Calasanz" (de Goya) realizada por el Padre Antonio Senante.
- En la plaza de las Escuelas Pías se puede contemplar el monumento en bronce a San José de Calasanz. Hasta la guerra civil española (1936–1939) estuvo rodeado de una verja de hierro forjado. Actualmente rodea al monumento una verja más sencilla.
- En el término también se encuentra la ermita de la Mora.
- En las afueras del pueblo se encuentra "Lo Pilaret", monumento al olivo donde, según cuenta la leyenda, San José siendo niño quiso matar al diablo.

Calasanz
- Iglesia parroquial del siglo XVII dedicada a San Cipriano. En ella destaca la torre de dos cuerpos y techumbre plana y las ricas yeserías de tradición mudéjar de su interior.
- Sobre la cima de la colina, donde está situada la villa, se encuentra la ermita románica de San Bartolomé. Fue mandada edificar por el rey Don Pedro I de Aragón en el año de 1102, por haber tomado la fortaleza en el día de este Santo (24 de agosto) y consagrada el 24 de agosto de 1103.
- En la partida de La Ganza existe una ermita bajo la advocación de Nuestra Señora de la Ganza; es de una sola nave y de construcción sencilla, pero toda de piedra de cantería, con una casa contigua, en la que en tiempos vivía el ermitaño.

Gabasa
- Iglesia parroquial dedicada a San Martín.
- Ermita de Vilet, restos de un antiguo cenobio benedictino.

Cuatrocorz
- No hay datos actualmente

### Monumentos civiles
Peralta de la Sal
- Quedan restos del antiguo Magnum Castrum, el "Castillo grande" de los romanos y el Mamacasra árabe: una torre recientemente restaurada por el Ayuntamiento.
- Actualmente hay unas Salinas en desuso pero que han sido declaradas BIC (Bien de Interés Cultural).

Calasanz
- Al igual que en Peralta existen unas salinas (de menor tamaño) formadas por un pozo de agua salada, junto al cual se encuentran distintas balsetas o eras para extraer la sal.
- Cerca del salinar existe un pozo de hielo (en aragonés "pou de chelo") muy bien conservado.

### Monumentos naturales

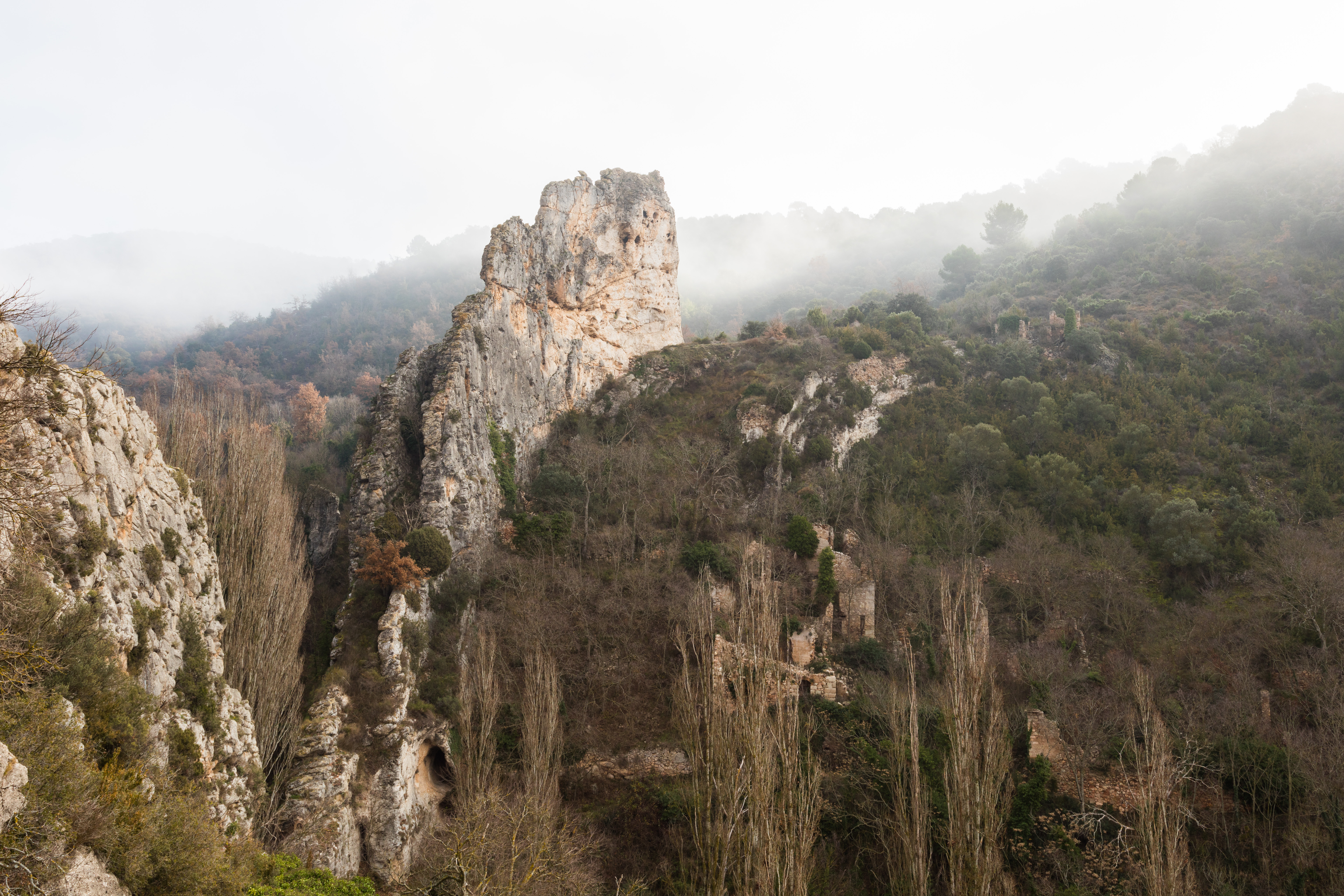
Peñas de Misdía, Gabasa.

- Peña de Misdía, Gabasa, municipio de Peralta de la Sal.[11]

## Fiestas
Peralta de la Sal
- Primer fin de semana de enero, Feria de Reyes
- 5 de febrero, Festividad de Santa Águeda
- 25 de agosto, fiestas mayores en honor a San José de Calasanz
- 8 de septiembre, Romería en honor a la Virgen de la Mora

Calasanz
- Lunes de Pascua, Romería en honor a la Virgen de la Ganza
- Primer fin de semana de agosto (de jueves a lunes), fiestas mayores.
- 24 de agosto, Festividad de San Bartolomé.
- 16 de septiembre, fiestas patronales tradicionales en honor a San Cipriano

Gabasa
- No hay datos actualmente